# Denaro tornese ateniese
Il tornese ateniese era una moneta di mistura emessa a cavallo tra il XIII e XIV secolo nel ducato di Atene retto dalla famiglia De la Roche.
Costituisce un'imitazione del denaro tornese circolante in Francia a partire dall'XI. Rientra nel più ampio fenomeno di imitazione monetaria che caratterizzò i territori dell'impero bizantino dopo la loro conquista da parte degli eserciti latini durante la Quarta crociata (1202-1204).

## Storia

### Il contesto storico

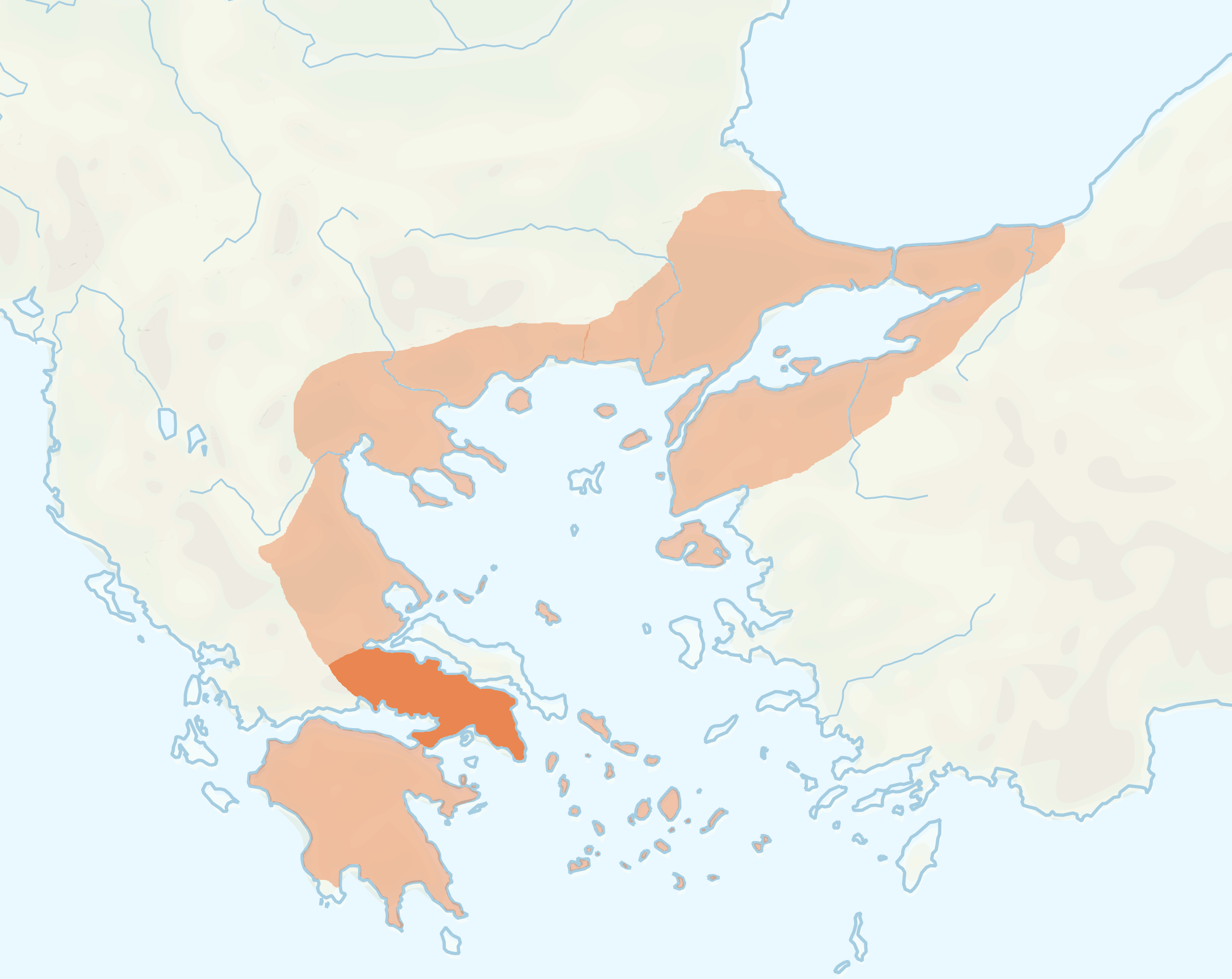
Il ducato d'Atene all'interno del contesto dell'impero latino d'oriente.

La coniazione del tornese ateniese fu uno dei numerosi cambiamenti verificatisi nel contesto bizantino come conseguenza della quarta crociata indetta da Innocenzo III. Avvenuta tra il 1202 e il 1204, essa vide lo scontro tra il mondo latino e quello orientale bizantino, portando, con la sconfitta di quest'ultimo, all'istituzione di piccoli stati crociati nei territori imperiali conquistati. Tra questi neo-stati figurava il ducato di Atene, sorto inizialmente come signoria vassalla del regno di Tessalonica. Il controllo dell'Attica e della Beozia venne affidato al feudatario Ottone de la Roche, il quale venne insignito del titolo di Gran Signore (megaskyr) di Atene, capitale nei primi anni di vita della nuova signoria, salvo poi essere spostata a Tebe durante tutto il mandato della dinastia de la Roche.
Atene venne innalzata a ducato durante il mandato di Guido I de la Roche (1225-1263), quando re Luigi IX lo nominò duca. Dopo il passaggio insieme a tutta la Grecia franca sotto il vassallaggio degli Angiò,avvenuto nel 1267 durante il mandato di Giovanni I (1263-1280), Atene affermò la propria identità di ducato con Guglielmo I (1280-1287), il quale fu il primo della propria dinastia a rivendicare pubblicamente il proprio titolo nobiliare, in contrasto con quanto fatto dai suoi predecessori sempre autodefinitisi semplicemente signori. Durante il suo mandato comparve nella documentazione il titolo dux, riscontrabile anche sui tornesi, i quali furono frutto della sua politica monetaria.

### Le origini

#### Monetazione templare
Grazie all'efficienza del sistema monetario bizantino, l’Impero Latino d’Oriente non sentì mai la necessità di dotarsi di una propria moneta. Le uniche emissioni monetarie ordinate dalla nuova autorità politica riguardarono monete di basso valore che di fatto imitavano gli scifati bizantini ancora in vigore.
Tuttavia i latini, volendo rivendicare le proprie radici e identità, importarono nel mondo greco le monete circolanti nelle rispettive patrie d'origine. La conseguenza di questo apporto di valute occidentali fu l'ingente circolazione di tre principali monete straniere che, probabilmente, non circolarono contemporaneamente: i denier tournois francesi, gli sterlini inglesi e i grossi veneziani. Alle origini del fenomeno, queste venivano utilizzate dai crociati essenzialmente per gli scambi tra le madrepatrie e i neo-stati sorti a oriente. In un secondo momento esse, ma soprattutto il tornese d'argento o di mistura, cominciarono ad affermarsi parallelamente anche come monete d'uso comune, trovando nei commerci quotidiani e di basso valore un vasto successo dovuto alla loro maggiore duttilità rispetto alla più preziosa valuta bizantina.
Dalla metà del XIII si assistette a un notevole incremento delle importazioni di tornesi francesi all'interno dei territori di dominazione franca che, tuttavia, presto si ridusse drasticamente fino alla completa cessazione con la morte di re Luigi IX. Nonostante l'esaurimento di tale afflusso, la mole di tornesi importati dalla madrepatria francese fu tanto abbondante da garantirne la circolazione per un ulteriore decennio, continuando ad affermarsi come il principale tornese in tutta la Grecia fino al 1280, allorché le sue diverse imitazioni franco-greche riuscirono infine a spodestarlo. 

#### Diffusione del tornese in Grecia
Fu a partire dagli ultimi decenni del XIII che i vari stati crociati, approfittando della vasta e fortunata circolazione della moneta francese, cominciarono a emettere monete proprie che, per motivi di prestigio e di diffusione nei commerci urbani, imitassero le sue fattezze. Prese avvio un diffuso fenomeno di imitazione monetaria che coinvolse le diverse realtà crociate franco-greche, prima tra tutte quella del Principato d’Acaia che a cavallo tra gli anni Cinquanta e Sessanta del Duecento ordinò la coniatura delle prime imitazioni greche del tornese. L'originale francese, dopo un periodo di coesistenza, venne scalzato da quello acheo nel decennio successivo, destino che presto avrebbe conosciuto in tutta la Grecia.
Il ducato di Atene cominciò a emettere la propria imitazione qualche decennio più tardi, quando l'originale francese stava ormai cessando quasi completamente di circolare nei territori greci. Questa imitazione nacque imitando a sua volta i tornesi imitando dell'Acaia, la confinante rivale con cui condivideva una duratura competizione che, ciononostante, non impediva la perfetta intercambiabilità di queste monete e la loro libera circolazione tra i due ducati.

### La monetazione ateniese durante il ducato dei De la Roche
I tornesi non furono le prime monete emesse dal ducato di Atene, giacché questo primato aspetta a degli oboli di bronzo coniati a Tebe molto probabilmente durante la signoria di Guido I (1225-1263). Il fatto che la loro iconografia si ispirava chiaramente a quella battuta sulle monete genovesi è significativo, poiché avrebbe influenzato successivamente l'iconografia dei futuri tornesi. Tale ispirazione derivava dagli ottimi rapporti intessuti da Guido con i genovesi che affollavano i commerci nella città di Tebe.
La coniazione di un'imitazione dei tornesi nel ducato risale alla politica monetaria ordinata da Guglielmo I (1280-87), la quale prevedeva la battitura di due nuovi oboli di bronzo e, per l'appunto, di un denaro di mistura che potesse rivaleggiare con quello dei vicini achei. La zecca tebana utilizzò come principale modello di riferimento proprio la loro imitazione, sebbene questa rimase di una qualità migliore rispetto a quella ateniese, contenendo infatti più argento nella mistura.  La coniatura avvenne in grani quantità e dovette avviarsi attorno al 1285. L'emissione proseguì anche durante il mandato del figlio di Guglielmo, Guido II, seppure in misura nettamente inferiore rispetto all'apice paterno.
La conclusione della monetazione franca nel ducato si può far coincidere con la battaglia di Almyros presso il fiume Kifissos del 1311, con la quale si assistette all'avvento della dominazione catalana ad Atene e al successivo declino del denier tournois in tutta la Grecia.

## Descrizione
Pur essendosi ispirata a quello acheo, l’iconografia del tornese ateniese deriva essenzialmente dal modello originale. Riadattando le raffigurazioni del tradizionale denier francese, al diritto si trova entro legenda circolare una croce potenziata, simbolo notoriamente utilizzato dai crociati anche al di là dell'ambito numismatico. Al rovescio è rappresentato, sempre entro legenda circolare, il cosiddetto “castello di Tours”, il quale consiste nella rappresentazione di un tempio cristiano proveniente dalla raffigurazione di una moneta del IX secolo e successivamente degenerata negli anni a causa delle numerose variazioni stilistiche incorse. Proprio nel disegno del castello, come si vedrà a breve, è possibile riscontrare l'influenza dell'iconografia genovese.
Nella legenda sono riportati:
- la lettera iniziale del nome del duca (G, dal nome latino del duca)
- il titolo nobiliare (DVX)
- il luogo di coniatura (Tebe)

L'attribuzione delle monete di mistura al duca Guglielmo I non è testimoniabile; essa è tuttavia rafforzata da due fattori: dalla presenza della lettera G nella legenda, l'iniziale del suo nome in latino; dal fatto che egli fu il primo duca d’Atene a volersi fregiare pubblicamente del titolo di dux nei documenti ufficiali e, pertanto, anche sulle monete.
Nonostante il suo breve ducato, il tornese ateniese venne coniato in grandi quantità subendo diverse modifiche stilistiche legate specialmente alla forma dei caratteri e ai tratti costitutivi del "castello di Tours". Le differenti versioni di tornese possono essere raggruppate in quattro classi principali:
- I^a classe: costituisce la versione di prova del primo tornese. Le monete appartenenti a questa classe presentano la forma della lettera E alla maniera latina, la punteggiatura a trifogli e il castello formato da due archi e quattro cerchi aperti. Tale forma del castello deriva direttamente da quella della porta genovese già presente negli oboli di Guido I, avendo infatti diversi elementi caratteristici comuni. Il disegno in questo primo gruppo fu destinato a mutare progressivamente fino a distanziarsi dall'iconografia genovese. La legenda recita "+:G:DVX:DATENES:";
- II^a classe: queste sono le monete più comuni e rappresentano la variante stabilizzata dopo le versioni di prova della prima classe. La modifica principale consiste nel disegno del castello, il quale mantiene i cerchi aperti ma non presenta nessun arco. Si riscontra una generale semplificazione dei tratti di coniatura che porta nel tempo alla costituzione di un'ulteriore classe;
- III^a classe: anch’essa numerosa come la seconda classe. A distinguerla dagli esemplari precedenti è la punteggiatura, incisa non più a trifoglio bensì a cuneo, e il castello, il quale ora presenta agli angoli dei cerchi sottili e chiusi. Le lettere E, invece, iniziano a essere scritte a forma di mezzaluna;

- IV^a classe: è la tipologia più rara. Essa raggruppa dei tornesi simili a quelli precedenti per quanto riguarda lo stile epigrafico e per la forma del castello, tuttavia presenta una legenda significativamente diversa: "+G.DVX.ATENAR/TEBAR.CIVIS"

Circa la grande variazione di stili sono state formulate diverse ipotesi. È lecito pensare che gli incisori impiegati in diverse sezioni della zecca di Tebe venissero addestrati secondo tradizioni stilistiche differenti tra loro e, dunque, non in maniera omologata. Un’altra teoria, altrettanto verosimile, vedrebbe gli incisori della zecca tebana, solitamente impiegati durante il ducato di Guglielmo a coniare oboli di bronzo, impiegati sporadicamente nella produzione sempre maggiore dei nuovi denari che, vista la grande richiesta, non poteva più essere sostenuta dallo stesso gruppo di incisori inizialmente dedicato alla loro coniazione. In tale maniera si spiegherebbe quindi la rarità e la forma ibrida del castello a doppio arco e altre numerose somiglianze stilistiche che i tornesi della prima classe condividono con gli oboli, come per esempio i richiami all'iconografia genovese. Pertanto è possibile che ciascuna di queste quattro classi identificate derivi da un’unica zecca e che le differenze stilistiche siano derivate da tre diverse produzioni che coesistevano al suo interno.

### Problematiche di attestazione
Non è semplice definire i limiti entro cui sono state coniate le quattro classi di tornese, pertanto risulta complicata anche l'attribuzione delle stesse al mandato di Gulielmo oppure a quello del figlio. È molto probabile che ci fu una continuità nella coniatura delle monete quando Guido II succedette al padre, per cui lo stile e l'iconografia rimasero invariate nonostante il cambio di duca. L'unica certezza è che laddove le legende riportino GVI o GVIOT ci si riferisce sicuramente a Guido II, giacché Guyot era il suo diminutivo durante la co-reggenza con la madre, vista la sua ascesa al trono ancora minorenne.